# فيرخنيفيليويسك (ياقوتيا)
فيركنيفيليويسك (بالروسية: Верхневилюйск) هي مدينة في جمهورية ياقوتيا في روسيا.
يبلغ عدد سكانها حوالي 6552 نسمة.